# Setsuko Yoshida
Setsuko Yoshida (jap. 吉田 節子 Yoshida Setsuko; ur. 4 listopada 1942 w prefekturze Aichi, zm. 26 października 2014) – japońska siatkarka. Srebrna medalistka igrzysk olimpijskich w Meksyku i złota medalistka mistrzostw świata w piłce siatkowej kobiet w 1967.